# Барч, Адам фон
Адам фон Барч (17 августа 1757[…], Вена — 21 августа 1821[…], Хитцинг) — венский гравёр и историк искусства.
Родился в Вене 17 августа 1757 г. Под руководством Доманека и Шмуцера изучил гравёрное искусство, и в 1777 г. ему поручено наблюдение над собранной принцем Савойским коллекцией гравюр, хранившейся в императорской королевской библиотеке. В 1781 г. отделение гравюр всецело было передано ему. В 1806 г. назначен первым библиотекарем и получил также придворное звание, в 1812 награждён орденом Леопольда, дарующим дворянское звание. С 1797 г. состоял членом Венской академии художеств.
Гравюры его собственной работы, напр. «Roma triumphans», его копии Рембрандта, Поттера и т. д., обеспечивают за ним видное место среди представителей этого рода искусства. В особенную заслугу следует поставить Барчу издание лучших произведений Дюрера и Ганса Буркмайра.

## Труды
Приобрёл известность как искусный гравёр на меди, но главным образом своими сочинениями по этой отрасли искусства.
- «Peintre-Graveur» (21 т., Вена, 1802—21, нов. изд. 1853—67)
- «Anleitung zur Kupferstichkunde» (2 т., Вена, 1821)
- «Catalogues raisonnés» произведениям Гвидо Рени и его учеников (Вена, 1795), Рембрандта (2 т. Вена, 1797), Лукаса ван Лейдена (Вена, 1798), Молитора (Нюрнб., 1813), Ватерлоо (Вена, 1795)